# Museo Arqueológico de Léucade
El Museo Arqueológico de Léucade es un museo que está en Léucade, una ciudad que está en la isla de su mismo nombre, en el archipiélago de las islas Jónicas, Grecia.

## Historia del museo
Los primeros hallazgos arqueológicos de la isla se produjeron en las excavaciones dirigidas por Wilhelm Dörpfeld que se llevaron a cabo a principios del siglo XX. Desde su descubrimiento hasta 1978 habían circulado de manera provisional por diversos edificios de la ciudad, aunque algunos de ellos habían sido trasladados al Museo Arqueológico Nacional de Atenas antes de la Segunda Guerra Mundial. En 1978 se habilitó la planta baja de un edificio de viviendas para albergar los objetos, tanto los procedentes de esas primeras excavaciones como otros que se hallaron posteriormente, pero ante los problemas de espacio y de seguridad en su conservación, fueron transferidos al Museo Arqueológico de Ioánina. Después, en 1995, se decidió otorgar la función de museo arqueológico a una de las alas del centro cultural de Léucade y este fue inaugurado en 1999.

## Colecciones
El museo contiene una colección de objetos de periodos comprendidos entre el periodo paleolítico y la época romana tardía procedentes de yacimientos arqueológicos de la isla de Léucade. 
Los objetos expuestos se distribuyen entre una antesala y cuatro salas. En la sala Α hay una exposición sobre la vida cotidiana privada de los habitantes de la isla en los periodos clásico y helenístico, así como de las actividades públicas que se realizaban. Entre los objetos expuestos en esta sala se hallan todo tipo de recipientes, elementos arquitectónicos de las casas, monedas, herramientas, aparejos de pesca, objetos de bronce y elementos relacionados con la música.
En la sala Β se exponen hallazgos relacionados con la vida religiosa entre los que destacan un espejo de bronce con la representación de Afrodita, del siglo V a. C. y un sello donde se representa el rapto de Europa por Zeus. 
La sala Γ alberga objetos relacionados con las costumbres funerarias procedentes de necrópolis que abarcan periodos comprendidos entre la época arcaica y el siglo III.
Por último, la sala Δ exhibe hallazgos prehistóricos procedentes principalmente de las excavaciones de Dörpfeld. Los hay del periodo paleolítico (objetos de piedra), neolítico (recipientes, figurillas, herramientas de piedra y hueso), heládico antiguo II (ajuares funerarios procedentes del área de Nydrí, aunque algunos objetos son réplicas de los originales que están en el Museo Arqueológico Nacional de Atenas) y heládico medio (ajuares de dos de las tumbas). Los hallazgos del periodo micénico son escasos.